# Токарев, Даниил Михайлович
Даниил Михайлович Токарев (29 декабря 1906, с. Ново-Михайловское, Петропавловский уезд, Акмолинская область, Российская империя — 28 декабря 1962, Омск, РСФСР) — советский государственный деятель, председатель Омского облисполкома (1943—1945).

## Биография
Родился в крестьянской семье.
После окончания школы в 1924 году устроился секретарём в Михайловский сельсовет. Окончил Акмолинскую губернскую советскую партийную школу I ступени. Был секретарём комсомольской организации в селе Богодуховское Ленинского района Северо-Казахстанской области.
Член ВКП(б) с 1928 года. В 1935 году окончил Омский сельскохозяйственный институт.
- 1927—1928 гг. — заведующий агитационно-пропагандистским отделом Петропавловского уездного комитета ВКП (б),
- 1928—1930 гг. — в РККА, служил в Средней Азии: сначала в ташкентском ремонтно-кавалерийском депо, затем — младшим командиром взвода отдельного запасного полуэскадрона 8-й Туркестанской кавалерийской бригады,
- 1935—1937 гг. — заместитель директора по учебной части школы механизаторских кадров при Тюменском сельскохозяйственном техникуме,
- 1937—1939 гг. — заведующий планово-финансовым отделом,
- 1939—1940 гг. — заместитель заведующего земельным отделом Омского облисполкома,
- 1940—1941 гг. — заведующий сельскохозяйственным отделом Омского обкома ВКП (б),
- 1941—1943 г. — заместитель, первый заместитель заместитель народного комиссара земледелия РСФСР,
- 1943 г. — второй секретарь Омского обкома ВКП (б),
- 1943—1945 гг. — председатель Омского облисполкома. Освобожден по состоянию здоровья.
- 1946—1950 гг. — заместитель председателя исполкома Крымского областного Совета депутатов трудящихся,
- 1950—1952 гг. — начальник Крымской государственно селекционной опытной станции,
- 1952—1953 гг. — начальник Крымского областного сельскохозяйственного управления,
- 1953—1954 гг. — начальник управления сельскохозяйственных заготовок, планового управления Омского облисполкома,
- 1954—1955 гг. — заместитель,
- 1955—1958 гг. — первый заместитель председателя исполкома Омского областного Совета депутатов трудящихся.

В ноябре 1958 г. был утвержден ректором Омского государственного сельскохозяйственного института (работал в этой должности до декабря 1962).
Похоронен на Старо-Северном кладбище.

## Награды и звания
Награждён двумя орденами Трудового Красного Знамени, медалями.